# Johann Benjamin Michaelis

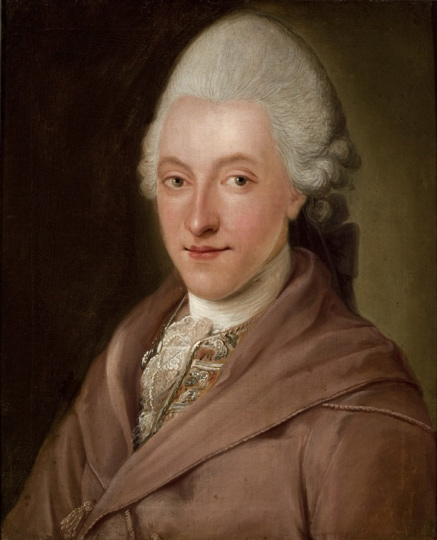
Johann Benjamin Michaelis, porträtterad av Benjamin Calau 1770.

Johann Benjamin Michaelis, född den 31 december 1746 i Zittau, död den 30 september 1772 i Gleims hem i Halberstadt, var en tysk skald.
Michaelis var en talang, som av umbäranden och sjukdom hämmades i sin utveckling. Hans Sämmtliche Werke (4 band, 1791) innehåller livligt skrivna Satyren und Episteln, några operetter samt Fabeln und Erzählungen och en kortare travestering av Eneiden: Leben und Thaten des theuren Helden Äneas, som blev förebild till Blumauers.